# Фізико-географічна провінція
Фі́зико-географі́чна прові́нція — частина природної зони в складі певної фізико-географічної області; одиниця фізико-географічного районування. Виділяють за морфоструктурними особливостям рельєфу і клімату, в горах — за характером висотної поясності.

## Приклади
У східній Північній Америці Атлантична прибережна рівнина, П’ємонт, гори Блакитний хребет, Аппалачі Рідж-енд-Веллі та Аппалачське плато є окремими фізико-географічними провінціями.
У західній частині Сполучених Штатів на заході Північної Америки: провінція басейну та хребта, Каскадні гори, плато Колорадо, рифт Ріо-Гранде, Великий басейн, Центральна долина (Каліфорнія), півострівні хребти, Лос-Анджелеська улоговина та поперечні хребти є прикладами фізико-географічних провінцій .